# Sistemi di classificazione dei film
I sistemi di classificazione dei film sono usati dalle commissioni per ammettere o escludere dalla visione gli spettatori più giovani. I film sono valutati secondo vari parametri: i più comuni sono la presenza di scene violente o erotiche, la volgarità del linguaggio o delle situazioni, oppure contenuti o temi considerati socialmente controversi. Le modalità di classificazione variano di paese in paese, con le autorità designate che emettono vari tipi di certificazioni, giudizi e visti censura. Spesso la censura vera e propria del film è sostituita dall'esclusione dei minori dalla visione. Le sale cinematografiche possono essere legalmente obbligate ad applicare le limitazioni di età.
In alcuni paesi gli organi ministeriali (statali o federali) si occupano direttamente della classificazione dei film; in altri (come gli Stati Uniti) vige un sistema di auto-regolamentazione che lascia questo compito ad associazioni di categoria. In molti paesi film considerati offensivi per la morale sono stati censurati, vietati ai minori o esclusi dalla distribuzione.
I fattori che determinano la classificazione di un film variano a seconda dei paesi. Negli Stati Uniti i film con scene di sesso sono spesso vietati ai minori, anche se gli stessi film escono poi senza divieti in altri Paesi (solitamente europei). Al contrario, film violenti che non sono vietati ai minori negli Stati Uniti lo sono più di frequente nel Regno Unito. Altri fattori potrebbero determinare la valutazione, come l'ambientazione in un contesto storico o realistico, il fatto che la violenza sia commessa dal protagonista per il quale lo spettatore tende a empatizzare, oppure il modo più o meno apologetico con il quale si mettono in scena le imprese criminali. In Germania, per esempio, i film che mostrano la violenza della guerra tendono ad avere divieti più bassi rispetto a quelli di argomento criminale.
Un film può anche essere rimontato se ottiene un divieto ai minori considerato troppo alto da produttori o distributori, oppure tagliato su indicazione diretta della commissione di valutazione. Talvolta la versione destinata all'esportazione ha un montaggio diverso rispetto a quella distribuita nel paese di origine.

## Arabia Saudita
Dal 2017, quando i cinema sono stati riaperti nel Paese, i film sono classificati dalla Commissione Generale per i Media Audiovisivi. Le categorie sono:
- G: Film per tutti.
- PG: La presenza di un adulto è raccomandata per i minori di 12 anni.
- PG12: La presenza di un adulto è obbligatoria per i minori di 12 anni.
- PG15: La presenza di un adulto è obbligatoria per i minori di 15 anni.
- R15: Vietato ai minori di 15 anni.
- R18: Vietato ai minori di 18 anni.

## Argentina
Attraverso la sua Commissione Consultiva di Esibizione Cinematografica (Comisión Asesora de Exhibición Cinematográfica) l'Istituto Nazionale del Cinema e delle Arti Audiovisive (INCAA) classifica i film nelle seguenti categorie:
- ATP: Film per tutti.
- +13: Vietato ai minori di 13 anni non accompagnati da un adulto.
- +16: Vietato ai minori di 16 anni.
- +18: Vietato ai minori di 18 anni.
- C: Vietato ai minori di 18 anni. Proiezione limitata a luoghi autorizzati.

## Australia
L'Australian Classification Board e l'Australian Classification Review Board sono due organizzazioni governative che classificano i film nelle seguenti categorie:
- G: Film per tutti.
- PG: Visione da parte di minori di 15 anni raccomandata con la presenza dei genitori.
- M: Sconsigliato ai minori di 15 anni.
- MA15+: Vietato ai minori di 15 anni non accompagnati da un adulto.
- R18+: Vietato ai minori di 18 anni.
- X 18+: Film pornografico; i film possono essere distribuiti solo nel Territorio della Capitale Australiana e nel Territorio del Nord.
- RC: Distribuzione proibita.
- CTC: Controlla la classificazione.

## Austria
I film sono classificati dall'Ufficio Austriaco di Classificazione dei Media per il Ministero dell'educazione, dei beni artistici e della cultura (Bundesministerium für Unterricht, Kunst und Kultur) nelle seguenti categorie:
- Freigegeben für alle Altersstufen: Film per tutti.
- 6+: Adatto dai 6 anni.
- 10+: Adatto dai 10 anni.
- 12+: Adatto dai 12 anni.
- 14+: Adatto dai 14 anni.
- 16+: Vietato ai minori di 16 anni.

## Belgio
Nel 2020 il Belgio ha adottato il sistema del Kijkwijzer olandese. La nuova classificazione è puramente consultiva e non prevede obblighi legali vincolanti. I film sono classificati nelle seguenti categorie:
- AL/TOUS: Film per tutti.
- 6: Vietato ai minori di 6 anni.
- 9: Vietato ai minori di 9 anni.
- 12: Vietato ai minori di 12 anni.
- 14: Vietato ai minori di 14 anni.
- 16: Vietato ai minori di 16 anni.
- 18: Vietato ai minori di 18 anni.

In precedenza la Commissione Intra-comunitaria per la Classificazione dei Film (Intergemeenschapscommissie voor de Filmkeuring / Commission Intercomunautaire de Contrôle des Films) poteva approvare i film per la distribuzione senza limiti di età o vietarli ai minori di 16 anni. Non esiste un sistema di classificazione obbligatorio per l'home video, ma molti distributori si attengono comunque alla classificazione volontaria da parte di un'apposita federazione.

## Brasile
I film distribuiti al cinema o in home video vengono valutati dal Coordinamento di Valutazione (Coordenação de Classificação Indicativa) del Ministero della Giustizia. Gli spettatori al di sotto dell'età minima possono comunque vedere il film se accompagnati da un adulto, ma non nel caso di film vietati ai minori di 18 anni. Il Coordinamento non può vietare la distribuzione di un film né imporre tagli. Le categorie previste sono:
- L: Film per tutti.
- 10: Vietato ai minori di 10 anni non accompagnati.
- 12: Vietato ai minori di 12 anni non accompagnati.
- 14: Vietato ai minori di 14 anni non accompagnati.
- 16: Vietato ai minori di 16 anni non accompagnati.
- 18: Vietato ai minori di 18 anni; gli spettatori che hanno compiuto 16 anni sono ammessi con un adulto.

## Bulgaria
Il sistema di classificazione dei film è definito in una legge del 2003, che attribuisce tale compito alla Commissione Nazionale di Classificazione dei Film. I film possono essere classificati nelle seguenti categorie:
- A: Consigliato ai bambini.
- B: Film per tutti.
- C: Vietato ai minori di 12 anni non accompagnati da un adulto.
- D: Vietato ai minori di 16 anni.
- X: Vietato ai minori di 18 anni.

## Canada

### Classificazioni utilizzate al di fuori del Quebec
La classificazione dei film in Canada è una materia di competenza provinciale e ogni provincia ha una sua legislazione specifica. La valutazione di un film è necessaria per la sua proiezione in sala, mentre non tutte le province prevedono l'obbligo di valutazione dei film destinati all'home video. Tutti i sistemi di classificazione canadesi (con l'eccezione del Québec) usano i loghi e le categorie del Canadian Home Video Rating System (CHVRS). Ci sono sei diverse agenzie di classificazione:
- British Columbia Film Classification Office, che classifica i film in Columbia Britannica, Saskatchewan e Yukon;
- Alberta Film Ratings, che classifica i film in Alberta, Territori del Nord-Ovest e Nunavut;
- Manitoba Film Classification Board, che classifica i film per la provincia di Manitoba;
- Ontario Film Review Board, che classifica i film per l'Ontario;
- Maritime Film Classification Board, che classifica i film in Nuova Scozia, Nuovo Brunswick e Isola del Principe Edoardo;
- Régie du cinéma du Québec, che classifica i film in Québec.

La provincia di Terranova e Labrador non ha un proprio sistema di valutazione dei film; alcuni cinema usano le classificazioni della Maritime Film Classification Board.
Fuori dal Québec
Le classificazioni sono quasi identiche a quelle del CHVRS, con alcune variazioni. Nelle province che richiedono la classificazione per i film home video, i film classificati "14A" e "18A" possono essere venduti solo ai clienti che hanno già compiuto quell'età. Per quanto riguarda i film proiettati al cinema, i sistemi Manitoba Film Classification Board e Maritime Film Classification Board prevedono che in caso di film classificati "14A" e "18A" i minori debbano essere accompagnati da un adulto; inoltre per i film classificati "18A" il minore accompagnato deve comunque aver compiuto 14 anni. Invece, i sistemi di British Columbia, Alberta e Ontario non prevedono alcun limite di età per il minore accompagnato da un adulto in caso di film "18A". I sistemi British Columbia e Maritime prevedono inoltre la classificazione "A" per i film con contenuti per adulti. Alcune province come la Nuova Scozia possono proibire la distribuzione di un film.
Le classificazioni sono:
- G (General Audience): Film per tutti.
- PG (Parental Guidance): Visione da parte dei bambini consigliata con la presenza dei genitori.
- 14A (14 Accompaniment): Vietato ai minori di 14 anni non accompagnati da un adulto.
- 18A (18 Accompaniment): Vietato ai minori di 18 anni non accompagnati da un adulto.
- R (Restricted): Vietato ai minori di 18 anni.
- A (Adult): Film per adulti.

In Québec
In Québec i video e i film vengono valutati dalla Régie du Cinéma, un'agenzia governativa supervisionata dal Ministero della cultura e delle comunicazioni del Québec. Le stesse classificazioni sono usate per le trasmissioni televisive. La commissione di valutazione può anche vietare la distribuzione in sala. I film educativi e sportivi sono esenti dall'obbligo di classificazione.
- G (Visa général): Film per tutti.
- 13+ (13 ans et plus): Vietato ai minori di 13 anni non accompagnati da un adulto.
- 16+ (16 ans et plus): Vietato ai minori di 16 anni.
- 18+ (18 ans et plus): Vietato ai minori di 18 anni.

## Cile
I film sono valutati dal Consiglio di Classificazione Cinematografica, un'agenzia del Ministero dell'Istruzione. Nel 2002 è stata autorizzata la distribuzione di tutti i 1090 film precedentemente vietati.
I film sono classificati nelle seguenti categorie:
- TE (Todo Espectador): Film per tutti
- TE+7: Vietato ai minori di 7 anni.
- Mayores de 14 años: Vietato ai minori di 14 anni.
- Mayores de 18 años: Vietato ai minori di 18 anni.

Sono in vigore anche queste classificazioni per i contenuti:
- Contenido educativo
- Contenido pornográfico
- Contenido excesivamente violento

I film pornografici possono essere proiettati solo nei cinema a luci rosse, nei quali i minorenni non sono ammessi.

## Cina
La Repubblica Popolare Cinese non ha un sistema di classificazione cinematografica. Soltanto i film giudicati adatti a tutti gli spettatori (eventualmente dopo tagli o modifiche) possono essere distribuiti in sala, anche se alcuni distributori hanno adottato dei sistemi di classificazione non ufficiali.

## Colombia
Il nuovo sistema di classificazione dei film è stato emesso dal Ministero della cultura il 22 giugno 2005. I tipi di classificazione sono:
- T: Film adatto a tutti.
- 7: Sconsigliato ai minori di 7 anni.
- 12: Sconsigliato ai minori di 12 anni.
- 15: Vietato ai minori di 15 anni.
- 18: Vietato ai minori di 18 anni.
- X: Film pornografico.
- Bandito: Film che incita o sostiene il crimine.

## Corea del Sud
Il Korea Media Rating Board (영상물등급위원회) classifica i film nelle seguenti categorie:
- ALL (전체 관람가): Film per tutti.
- 12 (12세 이상 관람가): Adatto dai 12 anni in su. Gli spettatori più giovani sono ammessi se accompagnati da un adulto.
- 15 (15세 이상 관람가): Adatto dai 15 anni in su. Gli spettatori più giovani somo ammessi se accompagnati da un adulto.
- 19 (청소년 관람불가): Vietato ai minori di 19 anni.
- Distribuzione limitata (제한상영가): Distribuito solo in cinema selezionati.

## Danimarca
I film sono classificati dal Consiglio dei Media per i Bambini e i Giovani. I film che non sono stati sottoposti a valutazione devono essere vietati ai minori di 15 anni. I bambini con un'età superiore ai 7 anni possono vedere il film se accompagnati da un adulto.
- A: Film per tutti.
- 7: Sconsigliato ai minori di 7 anni.
- 11: Vietato ai minori di 11 anni non accompagnati da un adulto.
- 15: Vietato ai minori di 15 anni non accompagnati da un adulto.
- F: Esente da classificazione (solo per home video).

## Emirati Arabi Uniti

Il nuovo sistema di classificazione è entrato in vigore il 19 febbraio 2018. Il Ministero dell'Informazione degli Emirati Arabi Uniti può classificare i film in una delle seguenti categorie:
- G: Film per tutti.
- PG: Film per tutti, con la supervisione di un adulto.
- PG13: Vietato ai minori di 13 anni non accompagnati da un adulto.
- PG15: Vietato ai minori di 15 anni non accompagnati da un adulto.
- 15+: Vietato ai minori di 15 anni.
- 18+: Vietato ai minori di 18 anni.
- 21+: Vietato ai minori di 21 anni.

## Estonia
In Estonia i film vengono classificati nelle seguenti categorie:
- PERE: Film per famiglie.
- L: Film per tutti.
- MS-6: Sconsigliato ai minori di 6 anni.
- MS-12: Sconsigliato ai minori di 12 anni.
- K-12: Vietato ai minori di 12 anni non accompagnati da un adulto.
- K-14: Vietato ai minori di 14 anni non accompagnati da un adulto.
- K-16: Vietato ai minori di 16 anni non accompagnati da un adulto.

## Filippine

I film vengono classificati dalla Commissione di Valutazione e Classificazione per il Cinema e la Televisione (Lupon sa Pagrerepaso at Pag-uuri ng Sine at Telebisyon) in una delle seguenti categorie:
- G: Film per tutti.
- PG: Vietato ai minori di 13 anni non accompagnati da un adulto.
- R-13: Vietato ai minori di 13 anni.
- R-16: Vietato ai minori di 16 anni.
- R-18: Vietato ai minori di 18 anni.
- X: Distribuzione vietata.

## Finlandia
I film vengono classificati dall'Istituto Nazionale Audiovisivo (Kansallinen audiovisuaalinen instituutti), ufficio governativo sottoposto al Ministero dell'Educazione finlandese. I film vietati possono essere visionati da coloro che abbiano non più di tre anni in meno dell'età indicata dal divieto se accompagnati da un adulto, tranne che per i film vietati ai minori di 18 anni. Le classificazioni sono:
- S: Film per tutti.
- 7: Vietato ai minori di 7 anni non accompagnati da un adulto.
- 12: Vietato ai minori di 12 anni non accompagnati da un adulto.
- 16: Vietato ai minori di 16 anni non accompagnati da un adulto.
- 18: Vietato ai minori di 18 anni.

## Francia
Per essere proiettati nelle sale i film devono ottenere un certificato di distribuzione da parte del Ministero della cultura, che deciderà quale certificato emettere sulla base di una raccomandazione del Centro Nazionale di Cinematografia. In alcuni casi i film possono essere classificati come "film pornografici o contenenti un incitamento alla violenza" oppure può venirne proibita la distribuzione nei cinema. I film possono essere classificati in una delle seguenti categorie:
- TP (Tous Publics): Film per tutti.
- 12: Vietato ai minori di 12 anni.
- 16: Vietato ai minori di 16 anni.
- 18: Vietato ai minori di 18 anni.
- X: Film pornografico.

## Germania
In Germania i film vengono classificati in base al sistema di valutazione utilizzato dal Freiwillige Selbstkontrolle der Filmwirtschaft (Autoregolamentazione Volontaria dell'Industria Cinematografica). Ogni certificazione contiene la dicitura "gemäß §14 JuSchG" (in accordo con l'articolo 14 della legge sulla protezione dei minori) perché giuridicamente vincolante. I film che vengono proiettati al cinema senza la certificazione sono vietati ai minorenni.
- FSK 0: Film per tutti.
- FSK 6: Vietato ai minori di 6 anni.
- FSK 12: Vietato ai minori di 12 anni.
- FSK 16: Vietato ai minori di 16 anni.
- FSK 18: Vietato ai minori di 18 anni.

## Ghana
I film sono valutati da una commissione di classificazione:
- U: Film per tutti.
- PG: Visione da parte dei minori di 12 anni consigliata con la presenza di un adulto.
- 12: Vietato ai minori di 12 anni non accompagnati da un adulto.
- 15: Vietato ai minori di 15 anni.
- 18: Vietato ai minori di 18 anni.
- NS: Distribuzione vietata.

## Giappone
L'organo di classificazione di film giapponese è l'Eirin (Eiga Rinri Kanri Iinkai), che usa un sistema di valutazione in vigore dal 1º maggio 1998. I film possono essere classificati in una delle seguenti categorie:
- G: Film per tutti.
- PG12: Vietato ai minori di 12 anni non accompagnati da un adulto.
- R15+: Vietato ai minori di 15 anni.
- R18+: Vietato ai minori di 18 anni.

## Grecia
Per essere distribuiti i film devono essere sottoposti alla valutazione della Commissione per la Gioventù e possono essere classificati in una delle seguenti categorie:
- K: Film per tutti.
- K-13: Vietato ai minori di 13 anni.
- K-17: Vietato ai minori di 17 anni.

## Hong Kong
I film sono valutati dall'Autorità di Censura dei film (FCA), che dovrà approvarne la pubblicazione con un decreto e classificarli in una delle seguenti categorie:
- I: Film per tutti.
- IIA: Non adatto ai bambini; il governo consiglia la visione in presenza di un adulto.
- IIB: Non adatto ai bambini; il governo avvisa i genitori che il contenuto potrebbe essere inappropriato ai bambini.
- III: Vietato ai minori di 18 anni.

## India
I film vengono classificati dal Central Board of Film Certification (CBFC) in una delle seguenti categorie:
- U: Film per tutti.
- UA: Visione da parte dei minori di 12 anni consigliata con la presenza di un adulto.
- A: Vietato ai minori di 18 anni.
- S: Film destinato a una determinata categoria di persone (ad esempio i dottori).

## Indonesia
Tutti i film prima di essere distribuiti devono essere sottoposti alla revisione dell'Ufficio di Censura dei film Indonesiano (LSF). Tale organo, oltre a emettere certificati, recensisce ed emette permessi relativi alla pubblicità dei film. Inoltre ha l'autorità di tagliare alcune scene dai film.
- SU (Semua Umur): Film per tutti.
- R (Remaja): Film per ragazzi.
- D (Dewasa): Film per adulti.
- Distribuzione limitata (Terbatas): Film passato senza tagli per la proiezione nei festival.

## Iran
Il sistema di censura cinematografica dell'Iran è diviso in quattro fasi. In primo luogo, la sceneggiatura deve superare la censura, poi la produzione deve dichiarare l'elenco degli attori e dei membri della troupe e richiedere il permesso per girare. Terminate le riprese, il film finito sarà sottoposto a revisione per determinare il destino del film: approvato, modificato o vietato. Infine la produzione chiede la licenza per la distribuzione. Il film è classificato in tre livelli (A, B e C) per determinare il canale di distribuzione. I gradi A, B e C sono i gradi di qualità del film, non categorie per descrivere i contenuti. Pertanto, i film di livello A possono essere pubblicizzati in televisione e distribuiti in un alto numero di copie, mentre i film di classe C hanno una distribuzione limitata.

## Irlanda
Tutti i film distribuiti al cinema o in home video sono classificati dall'Irish Film Classification Office (IFCO) in una delle seguenti categorie:
- G: Film per tutti.
- PG: Visione da parte dei minori di 12 anni consigliata con la presenza di un adulto.
- 12A: Vietato ai minori di 12 anni non accompagnati da un adulto.
- 15A: Vietato ai minori di 15 anni non accompagnati da un adulto.
- 16: Vietato ai minori di 16 anni (solo per la distribuzione cinematografica).
- 18: Vietato ai minori di 18 anni.

## Islanda
L'agenzia FRÍSK (Félag rétthafa í sjónvarps- og kvikmyndaiðnaði) è stata istitutita nel 2006. Nel 2013 è entrato in vigore un nuovo sistema di classificazione, simile a quello dei Paesi Bassi. I minori di 14 anni posso accedere alla proiezione se accompagnati da un adulto.
- L: Film per tutti.
- 6: Vietato ai minori di 6 anni.
- 9: Vietato ai minori di 9 anni.
- 12: Vietato ai minori di 12 anni.
- 14: Vietato ai minori di 14 anni.
- 16: Vietato ai minori di 16 anni.
- 18: Vietato ai minori di 18 anni.

## Italia
In Italia la classificazione dei film distribuiti in sala è regolamentata dal Decreto legislativo n. 203 del 7 dicembre 2017. I distributori sono tenuti a classificare i film secondo l'età degli spettatori. La decisione è poi valutata dalla Commissione per la classificazione delle opere cinematografiche del Ministero della cultura, composta da 49 membri scelti tra professionisti del settore, educatori ed esperti di pedagogia, giuristi e rappresentanti di associazioni di tutela degli animali. La Commissione non può impedire l'uscita in sala di un film né imporre tagli. I film sono classificati in cinque categorie:
- T: Opere per tutti.
- 6+: Opere non adatte ai minori di anni 6.
- 10+: Opere non adatte ai minori di anni 10.
- 14+: Opere vietate ai minori di anni 14; chi ne ha compiuti 12 è ammesso alla proiezione se accompagnato da un genitore o da un tutore.
- 18+: Opere vietate ai minori di anni 18; chi ne ha compiuti 16 è ammesso alla proiezione se accompagnato da un genitore o da un tutore.

Altre sei icone sono usate per descrivere eventuali contenuti non adatti ai bambini: discriminazione, linguaggio scurrile, sesso, uso di stupefacenti o alcol, armi e violenza.
I film vietati ai minori di 18 anni, a eccezione di quelli pornografici, possono essere trasmessi in TV solo se derubricati, ossia privati di alcune parti e quindi accorciati in durata. I film vietati ai minori di 14 anni possono essere trasmessi in forma integrale a qualsiasi ora, segnalando il divieto prima dell'inizio della messa in onda. Per un film che non viene distribuito al cinema, ma esce direttamente in televisione, home video o streaming, il distributore può applicare un proprio consiglio di visione senza l'obbligo di approvazione da parte della Commissione.
Prima del novembre 2021, l'uscita in sala era condizionata dal rilascio del visto censura da parte della Commissione per la Revisione Cinematografica, che poteva imporre il divieto ai minori di 18 o 14 anni, chiedere il taglio di inquadrature o scene intere, o negare il rilascio. Non esistendo regole fisse per la valutazione dei film, i divieti erano a totale discrezione dei componenti della Commissione.

## Kazakistan
In Kazakistan i film sono classificati dalla Commissione per la cultura del Ministero della cultura e dell'informazione in una delle seguenti categorie:
- К: Film per tutti.
- БА: Adatto dai 12 anni in su.
- Б14: Visione da parte dei minori di 14 anni consigliata con la presenza di un adulto.
- Е16: Visione da parte dei minori di 16 anni consigliata con la presenza di un adulto.
- Е18: Vietato ai minori di 18 anni.
- НА: Vietato ai minori di 21 anni.

## Kuwait
I film sono valutati dalla Commissione di Censura (لجنة الرقابة) del Ministero dell'Informazione. La Commissione può imporre tagli e vietare la distribuzione dei film. Nel 2012 Il Ministero ha stabilito una classificazione ha due livelli: film per tutti o vietato ai minori di 16 anni (16+). Nel 2015 sono state introdotte altre due classificazioni per i film visibili ai minori di 13 anni solo con la presenza di un adulto (PG) e per quelli vietati ai minorenni (18+). Nel 2016 il sistema è stato interamente riformato. I film sono classificati nelle seguenti categorie:
- E: Film per tutti.
- PG: Vietato ai minori di 13 anni non accompagnati da un adulto.
- T: Vietato ai minori di 13 anni.
- 18+: Vietato ai minori di 18 anni.

## Lettonia
In Lettonia è dovere del produttore o del distributore dare una classificazione al film in base a dei criteri predeterminati. I tipi di classificazione possono essere:
- U: Film per tutti.
- 7+: Adatto dai 7 anni.
- 12+: Adatto dai 12 anni.
- 16+: Adatto dai 16 anni.
- 18+: Vietato ai minori di 18 anni.

## Macao
- R: Film per tutti.
- B: Vietato ai minori di 13 anni non accompagnati da un adulto.
- C: Vietato ai minori di 13 anni; gli spettatori tra i 13 e 17 anni devono essere accompagnati da un adulto.
- D: Vietato ai minori di 18 anni.

## Maldive
I film vengono classificati dall'Ufficio Nazionale di Classificazione in una delle seguenti categorie:
- G: Film per tutti.
- PG: Visione da parte dei bambini consigliata con la presenza di un adulto.
- 12+: Adatto dai 12 anni.
- 15+: Adatto dai 15 anni.
- 18+: Adatto dai 18 anni.
- 18+R: Vietato ai minori di 18 anni.
- PU: Film per solo uso professionale.

## Malesia
Storicamente in Malesia la censura cinematografica veniva condotta dalla polizia per effetto di un'ordinanza del 1908. Nel 1954 venne creato l'Ufficio di Censura Cinematografica, che classifica i film ai sensi di una legge del 1952 e successivamente di una del 2002, mentre il sistema di classificazione dei film venne introdotto nel 1953. Inizialmente i film venivano classificati come film per tutti (Tontonan Umum) o per adulti (Untuk Orang Dewasa Sahaja). Nel 1996 queste classificazioni sono state modificate in "U" e "18" e nel 2010 è stata introdotta la classificazione "PG13", cambiata nel 2012 in "P13". L'ufficio può approvare o impedire la distribuzione e imporre tagli. Se il film è approvato, viene assegnata una delle seguenti classificazioni:
- U (Umum): Film per tutti.
- P13 (Penjaga): Vietato ai minori di 13 anni non accompagnati da un adulto.
- 18: Vietato ai minori di 18 anni.

## Malta
Dal 2012 a Malta i film sono classificati da un apposito Ufficio in accordo la legge sul Consiglio di Malta per la Cultura e l'Arte. Nel 2013 le classificazioni "14" e "16" sono state sostituite da "12A" e "15, la classificazione "PG" è stata ridefinita, mentre le classificazioni "U", "12" e "18" sono state conservate.
- U: Film per tutti.
- PG: Visione da parte dei bambini consigliata con la presenza di un adulto.
- 12A: Vietato ai minori di 12 anni non accompagnati da un adulto.
- 12: Vietato ai minori di 12 anni.
- 15: Vietato ai minori di 15 anni.
- 18: Vietato ai minori di 18 anni.

## Messico
In Messico i film vengono classificati dalla Direzione Generale di Radio, Televisione e Cinematografia (Dirección General de Radio, Televisión y Cinematografía), che è un'agenzia del Dipartimento di Stato (Secretaría de Gobernación). I film possono essere classificati in una delle seguenti categorie:
- A: Film per tutti.
- AA: Raccomandato ai minori di 7 anni.
- B: Adatto dai 12 anni.
- B-15: Sconsigliato ai minori di 15 anni.
- C: Vietato ai minori di 18 anni.
- D: Film per adulti.

## Nigeria
I film vengono classificati dal Consiglio Nazionale di Censura di Film e Video in una delle seguenti categorie:
- G: Film per tutti.
- PG: Visione da parte dei bambini consigliata con la presenza dei genitori.
- 12A: Vietato ai minori di 12 anni non accompagnati da un adulto.
- 12: Vietato ai minori di 12 anni.
- 15: Vietato ai minori di 15 anni.
- 18: Vietato ai minori di 18 anni.
- RE: Distribuzione limitata ai cinema autorizzati.

## Norvegia
I film vengono classificati dall'Autorità Norvegese per i Media (Medietilsynet). Non c'è l'obbligo di sottoporre i film alla classificazione, ma in tal caso saranno vietati ai minori di 18 anni e il distributore sarà legalmente responsabile del loro contenuto. L'Autorità non ha il potere di proibire la distribuzione dei film, ma non può classificare film ritenuti in contrasto con il diritto penale norvegese.
- A: Film per tutti.
- 7: Vietato ai minori di 7 anni; spettatori che hanno compiuto i 4 anni sono ammessi alla proiezione se accompagnati da un adulto.
- 11: Vietato ai minori di 11 anni; spettatori che hanno compiuto i 8 anni sono ammessi alla proiezione se accompagnati da un adulto.
- 15: Vietato ai minori di 15 anni; spettatori che hanno compiuto i 12 anni sono ammessi alla proiezione se accompagnati da un adulto.
- 18: Vietato ai minori di 18 anni.

## Nuova Zelanda
Il Films, Videos, and Publications Classification Act 1993 attribuisce all'Office of Film and Literature Classification il potere di classificare i film come unrestricted (senza restrizioni), restricted (con restrizioni) o objectionable (proibito). I film sono classificati in una delle seguenti categorie:
- G: Film per tutti.
- PG: Visione da parte dei bambini consigliata con la presenza dei genitori.
- M: Adatto dai 16 anni in su.
- RP13: Vietato ai minori di 13 anni non accompagnati da un adulto.
- RP16: Vietato ai minori di 16 anni non accompagnati da un adulto.
- RP18: Vietato ai minori di 18 anni non accompagnati da un adulto (solo per lo streaming).
- R13: Vietato ai minori di 13 anni.
- R15: Vietato ai minori di 15 anni.
- R16: Vietato ai minori di 16 anni.
- R18: Vietato ai minori di 18 anni.
- R: Riservato esclusivamente a un determinato pubblico.

## Paesi Bassi
I film sono classificati dall'Istituto per la Classificazione dei Media Audiovisivi (Nederlands Instituut voor de Classificatie van Audiovisuele Media) in una delle seguenti categorie:
- AL: Film per tutti.
- 6: Vietato ai minori di 6 anni non accompagnati da un adulto.
- 9: Vietato ai minori di 9 anni non accompagnati da un adulto.
- 12: Vietato ai minori di 12 anni non accompagnati da un adulto.
- 14: Vietato ai minori di 14 anni non accompagnati da un adulto.
- 16: Vietato ai minori di 16 anni.
- 18: Vietato ai minori di 18 anni.

## Portogallo
I film sono classificati dalla Commissione di Classificazione degli Spettacoli (Comissão de Classificação de Espectáculos) del Ministero della cultura portoghese. Le classificazioni dei film nei cinema sono obbligatori mentre per quelli home video sono meramente consultivi, ad eccezione dei film pornografici. Nel 2014 è stato introdotto il divieto ai minori di 14 anni, l'età minima per assistere alla proiezione dei film è stata abbassata da 4 a 3 anni ed è stata introdotta anche una speciale classificazione per i film adatti ai bambini con meno di 3 anni. Le classificazioni dei film sono le seguenti:
- Para todos os públicos: Film per tutti (particolarmente consigliato ai minori di 3 anni).
- M/3: Vietato ai minori di 3 anni.
- M/6: Vietato ai minori di 6 anni non accompagnati da un adulto.
- M/12: Vietato ai minori di 12 anni non accompagnati da un adulto.
- M/14: Vietato ai minori di 14 anni non accompagnati da un adulto.
- M/16: Vietato ai minori di 16 anni non accompagnati da un adulto.
- M/18: Vietato ai minori di 18 anni non accompagnati da un adulto.
- M/18-P: Film pornografico.

## Regno Unito
I film distribuiti in sala sono valutati dalla British Board of Film Classification (BBFC). Dal 1984 la BBFC classifica anche i film distribuiti nel formato home video: Il rifiuto della classificazione di un film da parte della BBFC equivale a un divieto di distribuzione, tuttavia dei consigli locali potrebbero comunque ribaltare tali decisioni. I film possono essere classificati dalla BBFC in una delle seguenti categorie:
- U: Film per tutti.
- PG: Visione da parte dei bambini consigliata con la presenza dei genitori.
- 12A: Vietato ai minori di 12 anni non accompagnati da un adulto.
- 12: Vietato ai minori di 12 anni.
- 15: Vietato ai minori di 15 anni.
- 18: Vietato ai minori di 18 anni.
- R18: Film pornografico.

## Repubblica Ceca
Il Ministero della Cultura ha introdotto la classificazione dei film nel 2005.
- U: Film per tutti.
- 12: Vietato ai minori di 12 anni non accompagnati da un adulto.
- 15: Vietato ai minori di 15 anni non accompagnati da un adulto.
- 18. Vietato ai minori di 18 anni.

## Russia

Classificazione in vigore dal 2012

In Russia i film possono essere classificati in una delle seguenti categorie o esclusi dalla distribuzione:
- 0+: Film per tutti.
- 6+: Non adatto ai minori di 6 anni.
- 12+: Non adatto ai minori di 12 anni.
- 16+: Non adatto ai minori di 16 anni.
- 18+: Vietato ai minori di 18 anni.

## Singapore
La classificazione dei film a Singapore è stata introdotta nel 1991, prima di allora infatti i film venivano semplicemente approvati o proibiti. L'organo addetto alla classificazione dei film è il Media Development Authority. I film possono essere classificati in una delle seguenti categorie:
- G: Film per tutti.
- PG: La visione da parte dei bambini è consigliata con la presenza di un adulto.
- PG13: La visione da parte dei minori di 13 anni è consigliata con la presenza di un adulto.
- NC16: Vietato ai minori di 16 anni.
- M18: Vietato ai minori di 18 anni.
- R21: Vietato ai minori di 21 anni.

## Slovacchia
Film, programmi televisivi e videogiochi sono classificati da una commissione del Ministero della cultura.
I film sono classificati in queste categorie:
- "Orsetto": Rivolto a un pubblico sotto i 12 anni
- U: Film per tutti.
- 7: Non raccomandato ai minori di 7 anni.
- 12: Non raccomandato ai minori di 12 anni.
- 15: Non raccomandato ai minori di 15 anni.
- 18: Vietato ai minori di 18 anni.

Esiste anche una classificazione specifica per i film educativi:
- -7: Rivolto a un pubblico sotto i 7 anni.
- 7+: Adatto a un pubblico sopra i 7 anni.
- 12+: Adatto a un pubblico sopra i 12 anni.
- 15+: Adatto a un pubblico sopra i 15 anni.

## Spagna
I film vengono classificati dall'ICAA (Instituto de la Cinematografía y de las Artes Audiovisuales). Le classificazioni non sono legalmente vincolanti, ad eccezione dei film pornografici (X), che possono essere distribuiti soltanto nelle sale a luci rosse. Una classificazione più specifica, "Especialmente Recomendada para la Infancia" ("Raccomandato in particolare per l'infanzia"), è talvolta applicata alle classificazioni più basse. Può essere applicata anche un'altra classificazione supplementare, "Especialmente recomendada para el fomento de la igualdad de género" ("Raccomandato in particolare per la promozione dell'eguglianza di genere"), tranne che per i film pornografici.
- A(i): Film per tutti (eventualmente raccomandato per l'infanzia).
- 7(i): Vietato ai minori di 7 anni (eventualmente raccomandato per l'infanzia).
- 12: Vietato ai minori di 12 anni.
- 16: Vietato ai minori di 16 anni.
- 18: Vietato ai minori di 18 anni.
- X: Film pornografico vietato ai minori di 18 anni.

## Stati Uniti d'America
Negli USA i film vengono classificati dalla Motion Picture Association of America (MPAA) attraverso la Classification and Rating Administration (CARA). Il sistema è stato istituito nel 1968 ed è volontario. I film privi di certificazione sono classificati "Not Rated".
- G: Film per tutti.
- PG: Visione da parte dei bambini consigliata con la presenza di un adulto.
- PG-13: Visione da parte dei minori di 13 anni consigliata con la presenza di un adulto.
- R: Vietato ai minori di 17 anni non accompagnati da un adulto.
- NC-17: Non sono ammessi spettatori di 17 anni o meno.

## Sudafrica
I film sono classificati dal Film and Publication Board in queste categorie:
- A: Film per tutti.
- PG: Visione in presenza di un adulto
- 7–9PG: Vietato ai minori di 7 anni. I bambini tra i 7 e i 9 anni sono ammessi solo se accompagnati da un adulto.
- 10–12PG: Vietato ai minori di 10 anni. I bambini tra i 10 e i 12 anni sono ammessi solo se accompagnati da un adulto.
- 13: Vietato ai minori di 13 anni.
- 16: Vietato ai minori di 16 anni.
- 18: Vietato ai minori di 18 anni.
- X18: Vietato ai minori di 18 anni, distribuito solo nelle sale a luci rosse.
- XX: Distribuzione vietata.

Alcune classificazioni usano descrittori specifici per i contenuti:
- S: sesso.
- L: linguaggio scurrile.
- V: violenza.
- P: pregiudizio razziale.
- N: nudità.
- H: scene spaventose (horror).
- D: droga.
- SV: violenza sessuale.

## Svezia
Il Consiglio dei Media Svedese (Statens medieråd) è un ente governativo di classificazione dei film che ha come obiettivo la riduzione del rischio di influenza nociva dei media tra i minori. Non c'è l'obbligo di sottoporre un film alla classificazione del Consiglio. La classificazione non si applica ai film usciti solo in home video o streaming.
I film possono essere classificati in una delle seguenti categorie:
- Btl (Barntillåten): Film per tutti.
- 7: Vietato ai minori di 7 anni non accompagnati da un adulto.
- 11: Vietato ai minori di 11 anni non accompagnati da un adulto.
- 15: Vietato ai minori di 15 anni.

## Svizzera
Il sistema di classificazione svizzero è lo stesso dell'FSK tedesco, ma a differenza della Germania la visione è possibile a partire da due anni in meno rispetto all'età del divieto se accompagnati da un tutore. Esiste anche una classificazione ufficiale chiamata SVD, ma viene usata raramente. Alcuni DVD usano valutazioni non ufficiali (come il 13 o 14).

## Taiwan
Dal 1994 al 2015, il Government Information Office (GIO) classificava i film in quattro categorie: film per tutti, protetto, visione con la presenza di un adulto, vietato ai minori. Nel 2015 la seconda è stata divisa in due: una che vieta il film ai minori di 12 anni e un'altra ai minori di 15:
- 0+: Film per tutti.
- 6+: Vietato ai minori di 6 anni; i bambini tra i 6 e gli 11 anni possono vedere il film accompagnati da un adulto.
- 12+: Vietato ai minori di 12 anni.
- 15+: Vietato ai minori di 15 anni.
- 18+: Vietato ai minori di 18 anni.

## Thailandia
L'attuale sistema di classificazione dei film è stato approvato nel 2007 dal Consiglio Nazionale per la Sicurezza, nominato dai militari, ed è entrato in vigore nel 2009. La nuova classificazione sostituisce il precedente sistema risalente al 1930. La modifica è stato accolta con alcune resistenze da parte dell'industria cinematografica e dei registi indipendenti. I film possono essere oggetto di censura o vietati del tutto se "minano o disturbano l'ordine sociale e la decenza morale o possono incidere sulla sicurezza nazionale o l'orgoglio della nazione".
I film possono essere classificati in una delle seguenti categorie:
- P: Film educativo.
- G: Film per tutti.
- 13: Adatto dai 13 anni.
- 15: Adatto dai 15 anni.
- 18: Adatto dai 18 anni.
- 20: Vietato ai minori di 20 anni.
- Bandito: Distribuzione vietata.

## Turchia
In Turchia i film sono valutati dal Consiglio di valutazione e classificazione del Ministero della cultura e del turismo. Tutti i film distribuiti nel paese devono essere classificati, tranne i film educativi che sono etichettati come "a fini didattici". Il Consiglio ha anche il potere di rifiutare la classificazione dei film in casi estremi (produttori e distributori possono presentare una versione modificata di un film al Consiglio ma le versioni modificate possono essere comunque rifiutate nel caso siano ritenute ancora inappropriate); in tal caso, il film sarà vietato ad eccezione di particolari attività artistiche, come i festival del cinema.
- Genel İzleyici Kitlesi: Film per tutti.
- 6A: Vietato ai minori di 6 anni non accompagnati da un adulto.
- 6+: Vietato ai minori di 6 anni.
- 10A: Vietato ai minori di 10 anni non accompagnati da un adulto.
- 10+: Vietato ai minori di 10 anni.
- 13A: Vietato ai minori di 13 anni non accompagnati da un adulto.
- 13+: Vietato ai minori di 13 anni.
- 16+: Vietato ai minori di 16 anni.
- 18+: Vietato ai minori di 18 anni.

## Ucraina
L'Agenzia Cinematografica Statale Ucraina (Derzhkino) classifica i film in queste categorie:
- ДА (Дитяча аудиторія): Film per bambini.
- ЗА (Загальна аудиторія): Film per tutti.
- 12: Vietato ai minori di 12 anni non accompagnati da un adulto.
- 16: Vietato ai minori di 16 anni.
- 18: Vietato ai minori di 18 anni.
- Відмовлено: Distribuzione vietata.

Un film può essere vietato se, a giudizio dell'Agenzia, promuove la guerra, la violenza, la crudeltà o minacce all'indipendenza dell'Ucraina.

## Ungheria
I film sono valutati dall'Autorità Nazionale per i Media e le Telecomunicazioni (NMHH) nelle seguenti categorie:
- KN: Film per tutti.
- 6: Sconsigliato ai minori di 6 anni.
- 12: Sconsigliato ai minori di 12 anni.
- 16: Sconsigliato ai minori di 16 anni.
- 18: Sconsigliato ai minori di 18 anni.
- X: Vietato ai minori di 18 anni.

## Venezuela
I film sono classificati in base all'età degli spettatori. Le età corrispondenti alle classificazioni e l'eventuale obbligatorietà delle restrizioni sono stabilite dalle autorità municipali.
Nel comune di San Cristóbal sono in vigore queste categorie:
- AA: Adatto ai minori di 12 anni.
- A: Film per tutti.
- B: Non adatto ai minori di 12 anni.
- C: Non adatto ai minori di 16 anni.
- D: Non adatto ai minori di 18 anni.

Il comune di Baruta applica questa classificazione:
- A: Film per tutti.
- B: Non adatto ai minori di 12 anni.
- C: Non adatto ai minori di 16 anni.
- D: Film per adulti.

Nella municipalità di Maracaibo i minori di due anni non sono ammessi in sala e la classificazione è legalmente vincolante:
- A: Film per tutti.
- B: Vietato ai minori di 14 anni.
- C: Vietato ai minori di 18 anni.

## Vietnam
I film sono valutati dal Dipartimento Cinematografico del Ministero della cultura, dello sport e del turismo, che può anche imporre tagli o modifiche alle scene. La classificazione è stata aggiornata nel 2017.
- P: Film per tutti.
- C13: Vietato ai minori di 13 anni.
- C16: Vietato ai minori di 16 anni.
- C18: Vietato ai minori di 18 anni.